# Diecezja Baoding
Diecezja Baoding (łac. Dioecesis Paotimensis, chiń. 天主教保定教区) – rzymskokatolicka diecezja ze stolicą w Baodingu, w prowincji Hebei, w Chińskiej Republice Ludowej. Biskupstwo jest sufraganią archidiecezji pekińskiej.
Na terenie diecezji, w miejscowości Donglu znajduje się sanktuarium Matki Bożej Chińskiej, jedno z dwóch chińskich sanktuariów.

## Historia
14 lutego 1910 z mocy decyzji Piusa X, wyrażonej w brewe Nobis in sublimi, erygowany został wikariat apostolski Centralnego Zhili. Dotychczas wierni z tych terenów należeli do wikariatu apostolskiego Północnego Zhili (obecnie archidiecezja pekińska).
15 kwietnia 1924 odłączono południową część wikariatu, która weszła w skład powstałej w tym dniu prefektury apostolskiej Lixian (obecnie diecezja Anguo).
3 grudnia 1924 zmieniono nazwę na wikariat apostolski Baodingfu.
25 maja 1929 z wikariatu wyłączono misję "sui iuris" Yixian (obecnie prefektura apostolska Yixian).
W wyniku reorganizacji chińskich struktur kościelnych, dokonanych przez Piusa XII bullą Quotidie Nos, 11 kwietnia 1946 wikariat apostolski Baodingfu został podniesiony do godności diecezji i przyjął obecną nazwę.
Od zwycięstwa komunistów w chińskiej wojnie domowej w 1949 diecezja, podobnie jak cały prześladowany Kościół katolicki w Chinach, nie może normalnie działać. Z 1950 pochodzą ostatnie pełne, oficjalne kościelne statystyki. Diecezja Baoding liczyła wtedy:
- 78 601 wiernych (3,9% społeczeństwa)
- 68 kapłanów (wszyscy diecezjalni)
- 59 sióstr zakonnych
- 35 parafii

Mianowany w 1951 biskup Baodingu Peter Joseph Fan Xueyan zdecydowaną większość swej 46-letniej posługi biskupiej spędził w socjalistycznych obozach pracy.

## Diecezja obecnie
Diecezja Baoding uważana jest za bastion Kościoła „podziemnego”. Działa tam tajne seminarium duchowne prowadzone przez księży wiernych papieżowi. Nie ma ono stałej siedziby, by uniknąć kontroli władz..
Obecny biskup Baodingu, 80-letni James Su Zhimin został aresztowany w 1997 i od tego czasu przebywa w więzieniu. Od tej pory widziany był tylko raz. Przed 1997 kapłan spędził 26 lat w więzieniach i obozach pracy.
W 1996 zatrzymano biskupa pomocniczego Baoding Francisa An Shuxina. Przez długi czas nie było wieści o jego losie. W 2006 przystał na współpracę z komunistami i został zwolniony. Hierarcha zastrzegł jednak, że uznaje zwierzchnictwo Papieża. Komunistyczny rząd zaakceptował jego sakrę. Od 2007 jest uznawany przez Stolicę Apostolską za koadiutora bp Su Zhimina. W 2010 został mianowany przez władze, bez zgody Watykanu, biskupem ordynariuszem Baodingu.
W 2012, po śmierci "podziemnego" kapłana i 6 seminarzystów w wyniku wypadku drogowego, państwowa milicja zakłóciła uroczystości żałobne. Funkcjonariusze otoczyli wioskę, w której miały się one odbyć i zakazali do niej wstępu katolikom z okolicy. Milicjanci rozbili tablicę nagrobną zmarłego księdza, ponieważ komunistyczne władze nie uznają, że zmarły był duchownym.

## Biskupi

### Wikariusz apostolski Centralnego Zhili
- Joseph Sylvain Marius Fabrègues CM[8] (19 lutego 1910 - 12 czerwca 1923) następnie mianowany koadiutorem wikariatu apostolskiego Północnego Zhili

### Wikariusze apostolscy Baodingfu
- Paul-Leon-Cornelius Montaigne CM[8] (18 grudnia 1924 - 25 stycznia 1930)
- Joseph Zhou Jishi CM (26 marca 1931 - 11 kwietnia 1946)

### Biskupi Baodingu
- Joseph Zhou Jishi CM (11 kwietnia 1946 - 18 lipca 1946) następnie mianowany arcybiskupem Nanchangu
- Peter Joseph Fan Xueyan (12 kwietnia 1951 - 16 kwietnia 1992)
  - Peter Chen Jianzhang (1983 – 1992) administrator
- Peter Chen Jianzhang (1992 – 23 grudnia 1994)
- James Su Zhimin (2 maja 1993 – nadal)

### Antybiskupi
- John Wang Qiwei (1958 - ?)
- Matthew Pan Deshi (1991 – 3 grudnia 2005)
- Francis An Shuxin (7 sierpnia 2010 - nadal)